# Ouerdanine (délégation)
Ouerdanine est une délégation tunisienne dépendant du gouvernorat de Monastir.
| Hommes | Classe d’âge | Femmes |
| ------ | ------------ | ------ |
| 248    | 75 ou +      | 313    |
| 1 303  | 60-74 ans    | 1 365  |
| 1 926  | 45-59 ans    | 1 966  |
| 2 353  | 30-44 ans    | 2 438  |
| 2 595  | 15-29 ans    | 2 594  |
| 2 877  | 0-14 ans     | 2 712  |